# Schulgebäude Bergstraße 4
Das ehemalige Schulgebäude Bergstraße 4 (auch Organistenhaus genannt) am Rande des Kirchhofareals von St.-Jakobi in der niedersächsischen Gemeinde Geestland, Ortsteil Bad Bederkesa, im Landkreis Cuxhaven, stammt aus der Mitte des 19. Jahrhunderts.
Aktuell (2024) wird es vom Ev. Kirchenkreisjugenddienst Wesermünde genutzt mit dem Namen OurHouse.
Das Gebäude steht unter Denkmalschutz (siehe auch Liste der Baudenkmale in Geestland).

## Geschichte
1295 wurde in Bederkesa eine erste Kirche gestiftet. 1534 fand hier die Reformation statt. 1644 wurde der alte Bau abgebrochen und durch eine schlichte Fachwerkkirche ersetzt. 1859/61 entstand der heutige Kirchenneubau. Eine Küsterschule in Bederkesa wurde im letzten Viertel des 16. Jahrhunderts erwähnt. Neben der Küsterschule bestand ab um 1745 für etwa 100 Jahre eine Nebenschule.

## Beschreibung
Das eingeschossige traufständige verklinkerte Gebäude mit pfannengedecktem Krüppelwalmdach, breitem West- und Ostgiebel, Eingängen an der Traufseite und am Ostgiebel, wurde 1851 als zweiklassige Schule sowie als Wohnung für den Organisten und Lehrer gebaut. Es wurde zeitweise vom Organisten und vom Pastor oder als Gemeindehaus genutzt.
Das Landesdenkmalamt befand u. a.: „… aus geschichtlichen und städtebaulichen Gründen wegen des orts- und sozialgeschichtlichen, gebäudetypischen sowie ortsbildprägenden Zeugniswertes … .“
Heute findet in Bad Bederkesa der allgemeine Unterricht in der Grundschule Seminarstraße 9, im Schulzentrum An der Mühle und in der Förderschule Am Wiesendamm 1 statt.